# Haiove, Henicesk
Haiove (în ucraineană Гайове) este un sat în așezarea urbană Partîzanî din raionul Henicesk, regiunea Herson, Ucraina.

## Demografie
Componența lingvistică a localității Haiove
     Rusă (65,05%)
     Ucraineană (33,01%)
Conform recensământului din 2001, majoritatea populației localității Haiove era vorbitoare de rusă (65,05%), existând în minoritate și vorbitori de ucraineană (33,01%).